# Crypton Future Media
Crypton Future Media, Inc. (クリプトン・フューチャー・メディア株式会社?, Kuriputon Fyūchā Media Kabushikigaisha), o semplicemente Crypton, è una software house con sede a Sapporo in Giappone.
L'azienda si occupa dello sviluppo, dell'importazione e della vendita di software musicali. La Crypton fornisce inoltre servizi di shopping online, community e contenuti per cellulari.
L'azienda è particolarmente celebre per lo sviluppo e la pubblicazione di applicativi per Vocaloid, un programma per la sintetizzazione vocale, che ha conosciuto una grande popolarità grazie alla sua mascotte Hatsune Miku.